# Bravo Zulu
Bravo Zulu is een marine-signaal, waarbij door middel van seinvlaggen of radio de mededeling "Well done" of "goed gedaan" wordt doorgegeven. Het wordt ook gebruikt in het taalgebruik van diverse marines. Het kan een negatieve betekenis krijgen door het voorvoegsel "negatieve" in de zin van "NEGAT Bravo Zulu" met de betekenis "not well done" of "niet goed gedaan".
"Bravo Zulu" komt uit het geallieerd maritiem signalenboek (ATP 1 Volume 2, tegenwoordig ook MTP 1 vol 2), een internationaal codeboek in gebruik bij de NAVO. Tot vroegere tijden had iedere marine zijn eigen codes waardoor het moeilijk internationaal communiceren was. Tijdens de Tweede Wereldoorlog bleek dat er behoefte was aan een eenduidige communicatie waarna in 1949 het signalenboek tot stand kwam.